# 萩生田宏治
萩生田 宏治（はぎうだ こうじ、1967年 - ）は、日本の映画監督、脚本家。埼玉県さいたま市出身。

## 経歴
和光大学在学中より山本政志監督や林海象監督作品で助監督を務め、1995年に『君が元気でやっていてくれると嬉しい』でデビュー。続く『楽園』は、トロント映画祭や釜山映画祭等に招待され、2000年文化庁芸術祭テレビドラマ部門において優秀賞を受賞した。また、助監督を務めた『萌の朱雀』では、河瀬直美監督が第50回カンヌ国際映画祭においてカメラ･ドールを受賞している。
近年は『神童』、『コドモのコドモ』と2作連続でさそうあきら原作漫画の実写化に取り組んでいる。

## 作品

### 映画
監督作品
- 君が元気でやっていてくれると嬉しい（1995年、兼脚本・編集）
- 楽園（2000年、兼脚本）
- 帰郷（2004年、兼脚本）第20回高崎映画祭若手監督グランプリ
- 神童（2006年）
- コドモのコドモ（2008年）
- 南風（2014年）日台合作映画

助監督作品
- きらい・じゃないよ（1991年）
- 遥かな時代の階段を（1995年）
- 海ほおずき（1996年）
- 萌の朱雀（1997年）
- ランデブー（1999年）
- クロエ（2001年、兼脚本）

### テレビドラマ
- さわやか3組（テレビドラマ、2001年、原作･脚本のみ）
- 私立探偵 濱マイク どこまでも遠くへ（テレビドラマ、2002年、兼脚本）
- 中学生日記 シリーズ3-A「期末テスト炎上」「この愛しき世界へ」（テレビドラマ、2008年、脚本のみ）
- 上野樹里と5つの鞄 ある朝、ひなたは突然に（テレビドラマ、2009年）
- 我が家の問題（テレビドラマ、2018年）
- 満願 第1夜「万灯」（2018年、NHK総合）

### 配信ドラマ
- 探偵事務所5 み●なくるう/ログイン/七つの心/青い鳥を探して（ウェブドラマ、2005年）
- 恋ばな～スイカと絆創膏～ （携帯配信ドラマ、2009年）